# 初代熱血硬派くにおくん
『初代熱血硬派くにおくん』（しょだいねっけつこうはくにおくん）は、1992年8月7日にテクノスジャパンより発売されたスーパーファミコン用ゲームソフト。『くにおくんシリーズ』において、初のスーパーファミコン用ソフトである。

## 概要
シリーズ生みの親である岸本良久がゲームデザインを手掛けた作品。シリーズ第1作『熱血硬派くにおくん』（1986年）はベルトスクロールアクションゲームだったが、本作は世界観などを継承しつつもRPG要素を加えたアクションロールプレイングゲームとなっている。舞台は大阪で、修学旅行に来ていたくにおたちが事件に巻き込まれるという内容。梅田・心斎橋・恵美須町など、実在の地名が登場する。タイトルの通り、第1作の流れを汲む「熱血硬派シリーズ」に属する作品であり、キャラクターはそれまでの「ダウンタウンシリーズ」や「スポーツシリーズ」で定着していた2.5頭身ではなく、5頭身になっている。ストーリーもコミカル路線の「ダウンタウンシリーズ」と比較してシリアスなものとなっている。
ハードが低年齢層向けのスーパーファミコン、不良層には不向きなRPG要素の追加など、ターゲットがぶれてしまったきらいがある。味方NPCの攻撃で敗北してしまったり街中の人間がケンカを売ってきたりと、油断のならないゲームデザインでもある。
ゲームデザインは澤田典宏、岸本良久、津田昇、音楽は井上晃、平沢道也、浦部拓、キャラクターデザインは根立克行、澤田典宏がそれぞれ担当した。

## ゲーム内容
システムは大まかに見れば『熱血硬派くにおくん（1作目）』や『ダウンタウン熱血物語』に準じているが、本作ならではのシステムも多数存在する。

### 話す
ダウンタウン熱血物語では、敵を殴ったり倒したりした時に自動的に敵が言葉を発する形になっているが、本作では街中を歩く人のそばでAボタンを押すことで、意図的に話しかけることができる。相手によっては次の行き先や目的地への移動方法を教えてくれる場合もあれば、まったく意味のない悪ふざけ（突然一人芝居を始める、「アホが見る、ブタのケツ」と笑う等）をしてくる場合もあり、喧嘩腰な態度を取る（暴言を吐く）人も少なくない。ただし、話しかけて暴言を吐かれても喧嘩（後述）にはならず、喧嘩を売られる時は相手の方から一方的に暴言を吐きだしてくる。

### 昼と夜
時間が経過すると、夜になって背景が暗くなったり、夜が明けて明るくなったりと、昼夜切り替えが発生する。イベントによっては昼間にしか起こらないものもあれば、夜にしか起こらないものもあり、昼と夜の区別はストーリー上重要といえる。また、夜の方が酔っ払いなどが歩き回っているためにエンカウント発生率が若干上がる。
昼か夜のいずれかにしか起こらないイベントが発生する地点に、ちょうど昼夜の切り替えが微妙なタイミングで達するとバグが発生することもある。

### 戦闘
街中を歩いていると突然通行人から喧嘩を売られる場合がある（一般のRPGで見られる「エンカウント」にあたる）。喧嘩を売られるとビーバップ風のBGMに変わり、さらにスクロールがストップしてその画面内が「戦闘エリア」となる。喧嘩からは一切逃げることはできず、くにお（2人プレイの場合はくにおとりきの両者共）が敗れるか敵を全て倒すかしなければ喧嘩は終わらず戦闘エリアの拘束も解除しない。喧嘩には敵に助太刀が現れることが多いが、稀に喧嘩を売ってきた本人のみとの対決になることもあり、またくにお・りき側の助太刀に入ってくれる人（味方）が現れることもある（この場合くにおとりきの味方になってくれた人は倒しても倒さなくてもよい）。喧嘩を売られる確率は昼夜、地域によって異なる。敵の種類によってもエンカウント率はまちまちである。
攻撃手段はくにお、りき共に最初はパンチ、キック、襟掴みキック、羽交い絞め、襟掴み起こし（倒れた敵の襟をつかんで起こす）の5種類のみだが、後述するように経験値を溜めレベルが上がる事で必殺技を覚えるようになり攻撃手段が増えていく。なお、初期から覚えている5種類のうち羽交い絞めのみ、倒し切れず敵に解かれてしまうと後ろに少し吹っ飛ばされる。
敵を殴るとくにお、りきの体力ゲージ（赤色）の下に殴った相手の体力ゲージ（青色）が現れ、これを0にすれば倒れた敵は点滅して消え、倒したことになる。ボスなど体力の高い敵は、最初は何度殴ってもゲージが満タンのまま変わらないが、これは攻撃が効いていないわけではなく、一定の値まで体力が減少した時に初めてゲージが減少するというシステム上の都合である。なお、説明書では話しかけた場合も相手の体力ゲージが現れる旨が記載されているが、話しかけただけでは相手の体力ゲージは表示されない。
熱血高校生徒（ひろし・こうじ・まさ・げんえい）や大阪同盟（みほ・うらべ・いざわ・おうみ・さおり）が一定期間くにおたちと行動を伴にしている場合は、喧嘩になるとくにおたちの助太刀をする。
2人プレイにおいて、一方のキャラクターをドアなどに入れておくと喧嘩を売られない。
前述の熱血高校生徒や大阪同盟がくにおたちと行動を伴にしている場合は同行者を殴る事が出来るがいくら殴っても体力ゲージに影響は無い。ただし地下鉄構内で同行者が電車に轢かれると、生きているが体力ゲージは0になる。

#### 勝利
敵を全て倒せば勝ちとなる。勝てば経験値を得ることができ、たまに敵が「プリペイドカード」などのアイテムを落とす場合もあってそれを手に入れることもできる。ただし2人プレイの場合は、経験値は倒した敵に応じて手に入るようになっており、敵が落としたアイテムを拾うことができるのは最後の敵を倒したキャラクターのみである（倒した敵の経験値の合計や入手アイテムを分配するというシステムはない）。
喧嘩を売っていない人を攻撃する事もでき、倒すと経験値も得られる。ただし、アイテムは落とさず、獲得経験値は高くない。

#### 敗北
喧嘩に負けてしまう（体力が0になる。2人プレイの場合はくにおとりき共に体力が0となり全滅する）と自動的にホテル大阪のこうじの部屋に戻され、最後にセーブした状態からスタートとなる。この場合、最後にセーブしたところから喧嘩に負けるまでのいきさつは全て「くにおが見た悪夢」であったことになる（こうじが「くにお! 大丈夫か? しっかりしろよ」と起こすあたりから、くにおがうなされていた様子が窺える）。
また、地下鉄の線路を徒歩で移動している時に通過する電車に轢かれると敗北扱いとなる。
2人プレイにおいて一方のキャラクターが体力0で倒れて戦線を離脱した場合、残っているキャラクターがこうじの部屋に行くと、倒れたキャラクターが復活する。

### レベルアップ
経験値が積み重なってある一定の値を超えるとレベルアップし、ステータスが上がるほか、必殺技や気力技を覚える場合もある。『ダウンタウン熱血物語』でも必殺技の習得やステータスを上げるシステムは存在したが、そちらでは本を読んだり食べ物を食べたりすることになっており、レベルアップによってステータスを上げるのは本作ならではである。

#### 必殺技
レベルアップによって覚える必殺技は次の通り。習得後特定の操作・状況で発動する。
決めパンチ（Level 2）
弱っている敵に対して、通常より強い決めのパンチ。当たった者は少し吹っ飛ぶ。前述した襟掴み起こしと併用すれば効果絶大。
決めキック（Level 4）
倒れた敵に対して追い討ちの蹴り、または弱っている敵に対して通常より強い決めのキック。敵の「踏みつけ攻撃」に該当する。
ジャンプキック（Level 6）
その名の通り、ジャンプ中にキックして空中から敵を攻撃。当たった者は大きく吹っ飛ぶ。倒れている敵に当たると追い討ちになる。シンプルな技ゆえ敵の中でも使用してくる者が多い。シンプルな攻撃の割には与えるダメージがなかなか高く、しかも状況により一気にたくさんの敵を攻撃できるので、ボス戦や敵が多い時にはこれが必要不可欠。攻撃判定は比較的強めだが、暴走族の飛び膝蹴りなど同じく判定が強い技とカチ合うと競り負けやすい。
腰掛けパンチ（Level 10）
くにおくんシリーズおなじみの技。倒れた敵に腰掛けて追い討ちのパンチが炸裂。ただし、腰掛けている間に敵が起き上がると、ふき飛ばされる。
襟掴み（えりづかみ）投げ（Level 13）
襟掴み状態から後ろへ敵を投げ飛ばす。一見、柔道の諸手投げのよう。
ためパンチ（Level 16）
くにおくんシリーズではにしむらのアイデンティティであったが、本作ではくにお、りきもレベルアップによって使用できるようになる。コマンドもにしむらが使用する時のコマンドに準じている。モーションは決めパンチと同じであり、決めパンチ同様に当たった者は大きく吹っ飛ぶ。
延髄斬り（えんずいぎり）（Level 23）
垂直飛びで横蹴り。敵に吹っ飛ばされた時にタイミングよく（連打も可）Yボタンを押すと延髄斬りを発動させてダウンを回避することができる。当たった者は吹っ飛ぶので、敵が使う飛びひざ蹴りで吹っ飛ばされた時に発動・ダウン回避に成功すると近くの敵を蹴散らす起死回生の反撃となる場合もある。
マッハパンチ（Level 27）
くにおくんシリーズではりきのアイデンティティであったが、本作ではくにおもレベルアップによって使用できる。もちろんりきも使用できるようになる。正面へ高速でパンチを連発し、パンチが全てヒットしたときのダメージはかなり高い。ちなみにくにおのアイデンティティであったマッハキックは本作では覚えない。
ジャーマン・スープレックス（Level 32）
くにお、りきが最後に覚える超必殺技。羽交い絞め状態から後ろに上半身を反らせ、敵を頭から叩きつける破壊力抜群の技。この技を取得していれば羽交い絞め状態で倒せずに相手に解かれるような状態でも、自分が飛ばされるのを防ぐ手法として使うことができる。なお稀に敵もこの技を使用してくる場合がある。

#### 使用することができない技
羽交い絞め落とし
羽交い絞めの状態からYボタンを押すことで発動可能と説明書に記載されているが、何度押しても全く実行されない。敵意のない体力のあるキャラクターに羽交い絞めをすると（ジャーマン・スープレックスを覚えていない限り）抜け出せなくなってしまう。

#### 気力技
習得後、メニューでのコマンド選択により使用。使うと気力（マジックポイントに相当する）を消費する。以下のような種類がある。
| 名称       | 習得 レベル | 消費 気力 | 実効果 |
| ---------- | ----------- | --------- | --- |
| きあい     | 3           | 5         | 体力が5～10回復する。 |
| はやあるき | 4           | 8         | 素早さが一時的に63上がる。 |
| たえる     | 5           | 10        | 守備力が一時的に10上がる。 |
| なぐる     | 8           | 10        | 攻撃力が一時的に20上がる。 |
| ばくしん   | 12          | 15        | 素早さが一時的に127上がる。 |
| ふんばる   | 15          | 20        | 守備力が一時的に35上がる。 |
| どきょう   | 18          | 20        | 体力が25～35回復する。 |
| さとり     | 19          | 20        | 悟りを開いて、その場で体力と気力の値を入れ替えてしまうという特殊な技。 |
| にらむ     | 21          | 25        | 敵全体の素早さを一時的に下げる。 |
| ねる       | 24          | 1         | その場で寝て体力を全回復。気力もたった1しか消費しないが、その代わりに寝ている間に喧嘩を売られてしまうと体力はまったく回復しない（気力が無駄になる）。敵が全く現れない場所など、状況を選んで使う必要がある。 |
| ぶんなぐる | 28          | 30        | 攻撃力が一時的に50上がる。 |
| こんじょう | 30          | 45        | 体力が35～45回復する。「どきょう」より効率は悪い。 |
| みきる     | 33          | 45        | 守備力が一時的に127上がる |
| ぶっとばす | 35          | 100       | 攻撃力が一時的に127上がる。 |
| おいのり   | 40          | 200       | 膨大な気力を使うため、覚えても最初は最大気力値が低すぎて直ぐには使用できないという特殊な技。その場でお祈りをすることで、普段は128の値のまま変化しない運の良さが一時的に255まで上がる。                      |

### アイテムについて
この作品では「お金」というステータスが存在せず、説明書でも装備品などの入手アイテムはほとんど「非売品」とされている。そのためアイテムは喧嘩に勝つことで敵が落とすのを入手するか、ストーリーの展開で自動的に手に入るかのどちらかである。

#### 装備品
くにおくんシリーズでは初めて「装備品」なるものが登場する。腕にはめる「武器」、学ランに装備する「裏地」、敏捷性を左右する「靴」の3種類が存在する。ただし上述の通り本作では「お金」なるものが存在しないため、装備品は店で売られているわけではない。よって、不要となった装備品は「売る」ことはできず「捨てる」しか処分方法はない。
装備品の中には著しく操作性が悪くなったり一部のパラメーターが減少したりする「呪われた装備品」も存在する。

#### 移動用アイテム
移動に必要なアイテムはほとんどが後述する重要アイテムであるが、以下のアイテムはなくてもストーリー上支障はない。
タクシーカード
これを使うと梅田のホテル大阪地下一階まで一瞬で戻ることができる。タクシーが呼べない下水道や地下線路上などではもちろん使用できないが、なぜか地下街では使用できる。
なおストーリーの都合上地上エリアでも使用できない場合がある。
プリペイドカードと同じく度数で管理されている消費アイテムである。

#### 重要アイテム
以下のアイテムはストーリー上必要不可欠であるため、「すてる」コマンドを選択した際にリストに表示されない。また、対象アイテムを持っていないと通れない所を無理矢理通ろうとすると警告ブザーが鳴り出し、この時にAボタンを押すとくにお（りき）が、何が無いために通れないのかを訴えてくる。
にゅうじょうけん（入場券）
御堂筋線梅田駅に入るために必要なアイテム。あくまで入場券なので、地下線路を歩いたり地下鉄に乗ったりして隣の駅に着いても出場できない。
1くかん ていき（1区間定期）
御堂筋線心斎橋駅まで利用できる定期券。
カードロック
御堂筋線梅田駅と心斎橋駅間の地下線路にある下水道「大阪連合集会所」に潜入するために必要なアイテム。
2くかん ていき（2区間定期）
難波駅を出入りするために必要なアイテム。
マスターキー
御堂筋線心斎橋駅と難波駅の間にある下水道に潜入するために必要なアイテム。
3くかん ていき（3区間定期）
難波駅から堺筋線に乗り換え、恵美須町駅まで利用できる定期券。なお、堺筋線の地下線路にも下水道への入り口と見られる扉が存在するが、入ることはできない。また、無理矢理入ろうとしても警告ブザーが鳴らない。
トレインカード
梅田駅から大阪電鉄で甲子園駅まで行く際に必要となるアイテム。なお、実際には大阪電鉄という鉄道は存在せず、阪神電鉄のパロディといえる。
バイクのキー
過去に行ったことのある地域を自由に行き来できる。最終ステージとなる大阪港へはバイクでないと向かう事ができない。

#### プリペイドカードとその他のアイテム
敵が時々落とす「プリペイドカード」を入手することで、自動販売機で回復アイテムを買ったり、ゲームセンターで遊ぶことができる。なお、カード度数の残高は裏ステータスになっており、プレイヤーは把握できない。必要度数が現残高を超えている場合（例えば残り度数が2か1の時にウィズパーを買おうとした時など）、くにおに「プリペイドカードがたりねえぞ」と注意される。
| 名称                 | 度数       | 内容                                       |
| 自動販売機           | 自動販売機 | 自動販売機                                 |
| -------------------- | ---------- | ------------------------------------------ |
| ひやしあめ           | 1          | 体力が15回復するアイテム                   |
| ウィズパー           | 3          | 体力が50回復するアイテム                   |
| ゲロリン             | 3          | 体力･気力が10ポイント回復するアイテム      |
| ドッグマン           | 3          | 体力が30、気力が20ポイント回復するアイテム |
| マムシケン50         | 5          | 体力･気力が50ポイント回復するアイテム      |
| すこんぶ             | 3          | 気力が30ポイント回復するアイテム           |
| あたりまえクラッカー | 4          | 気力が70ポイント回復するアイテム           |
| ゲームセンター       |            |                                            |
| スロットマシーン     | 3          | 揃った絵柄に応じて経験値を獲得             |
| アイテムキャッチャー | 3          | アイテムを入手することができる             |
| 占いマシーン         | 1          | 運の良さがその場で変動する                 |
| ノックアウト         | 1          | 次のレベルまでに必要な経験値が確認できる   |

なお、自動販売機では買えず、敵を倒すかストーリー上で自動的に手に入る回復アイテムもある。また、以上に示した他にも、持っているといつの間にか増えてアイテム欄を一杯にしてしまう「うみのさる」（元ネタはシーモンキー）、持っていると通行人が寄ってきてエンカウント率が跳ね上がる「ガンガンクエストV」「さいごのファンタジーV」（元ネタは当時人気のゲームだった『ドラゴンクエストV』『ファイナルファンタジーV』）などがある。

##### 路上に落ちているアイテム
以上のアイテム以外にも、路上に落ちているアイテムをYボタンで拾い上げ、その状態でもう一度Yボタンを押す事で武器として使用するか敵に投げつける事ができる。なお、アイテムを振って攻撃するか投げつけるかは相手との距離次第で判定され、遠かったり近すぎたりすると投げつける。一部のアイテムは何度も使うと壊れてしまうが、壊れてしまうタイミングはアイテムの種類によって決まっている。
ダウンタウン熱血物語をはじめ過去のくにおくんシリーズでは路上に落ちているアイテムの有効活用や、アイテムを持っている事によってのみ使える技があったりと、アイテムの使用により難易度が下げられる傾向があったが、本作においてはくにお、りきが「マッハたたき」などのアイテム使用による技を覚えない事、アイテムを持っていると技が使えなくなる事、さらに両手でかつぐように持つアイテムを持っている時はジャンプもできないなど操作性が格段に落ちてしまう欠点があり、寧ろお邪魔キャラ的な存在に成り下がっている。路上に落ちている他に敵キャラが持っている事も多く、ネタとしての要素が強いといえる。
枕
くにおの部屋にある。軽い筈だが両手でかつぐ格好を取り、敵に当たると一発で壊れてしまう。
鞄
高校生などが持ち歩いている普通の革製の鞄。3回敵に当たると壊れる。
ビール瓶
梅田地下街のとある場所に落ちている。3回敵に当たると割れてしまう。
木刀
くにおくんシリーズではおなじみのアイテムだが、棒術スペシャルなどの技は出せず、敵の中でも使ってくる者はいない。5回敵に当たると真っ二つに折れてしまう。
チェーン
くにおくんシリーズではおなじみのアイテム。暴走族などが持ち歩いている事がある。一見しなやかそうだが、8回程度敵に当たると壊れてしまう。
鉄パイプ
暴走族が時々持っている。一見、壊れなさそうだが15回敵に当たると折れてしまう。
メガホン
普通の黄色いメガホン。阪神ファンがよく持ち歩いている。一見、鞄や木刀などのようにすぐ壊れそうに見えるが、何度当たっても壊れない。
小石
下水道に落ちている事が多い。3回敵に当たると壊れる。
スタンガン
特定の場所にしかないレアアイテム。しかし、当たっても電撃をお見舞いする事は不可。
看板
地下街や下水道に落ちている事がある。両手でかつぎあげるアイテム。なぜか何度投げても垂直に立って止まる。10回敵に当たると粉々に壊れてしまう。
ゴミ箱
青いゴミ箱。両手でかつぎあげるアイテム。何度当てても壊れない。

## 設定

### ストーリー
くにおたち熱血高校2年生の生徒達を乗せた修学旅行用臨時列車が大阪に到着した。くにおはひろしに「よしひろが大阪を案内してくれるって。いっしょに行こうよ」と誘われる。よしひろは元々大阪から熱血高校に転校してきた同級生であり、大阪をよく知っている。しかし、くにおは「疲れたからホテルに行く」と断り、ひろし、よしひろ達とは別行動をとる。
宿泊先のホテル「ホテル大阪」に向かう途中、くにおは偶然にも同じく修学旅行で大阪に来ていたりきと再会する。ホテルも同じという事で、りきはくにおと共に行動する事になる。
ホテル大阪の目の前で、くにおは突然ヤンキーに襲われる。なんなく撃退するくにおだったが、出会ったヤンキーとは全く見識がなく、頭がスッキリしないまま眠りに落ちる。ほどなく同級生のこうじがくにおの部屋に入り、ひろしが地下駐車場でヤンキーに襲われている旨を伝える。ベッドから飛び起きたくにおはひろしを救出する為に地下駐車場に向かう。救出後、くにおはひろしからある文通相手と会うために同行をお願いされる。

### 舞台
- 梅田

通称「キタ」。起点となる場所。ホテル大阪から地下街「ウメチカ」がつながっており、地下鉄御堂筋線梅田駅や大阪電鉄梅田駅へ行くことができる。東、北、西の3区分があり、実在の御堂筋線梅田駅と阪神電鉄梅田駅、谷町線東梅田駅などを結ぶ梅田地下街「ホワイティうめだ」に準ずるものとなっているようだが、位置関係は謎。なお、ホテル大阪には1階のマップがあり、フロントもあって外に出られそうに見えるが、1階からは外に出られず、くにおたちは必ず地下1階からウメチカに抜けていく形で外出することになる。基本的に学生、サラリーマン、OL、阪神ファンがうろついているが、物語後半になってから訪れる大阪電鉄梅田駅構内に限っては、レベルの高いヤンキーや暴走族が蔓延っている。
- 心斎橋

地下街と心斎橋筋、心斎橋（歩道橋）から成る。心斎橋筋のマップ左端にある地下駐車場は、下水道を通じて難波の戎橋ビルとつながっており、重要なポイントとなる。駐車場の脇には献血のテントがあり、通行人の中には「献血にご協力下さい♡」と言ってくる人もいるが、ゲーム中にくにおたちが献血に参加する小ネタイベントは存在しない。主にうろついているのはサラリーマン、OL、学生、おっさん、おばはん。
なお「歩道橋の心斎橋」は本作発売当時には実在していたが、後に長堀鶴見緑地線の延伸工事の際に取り壊されている。また、発売当時は大丸とそごう（そごう心斎橋本店）の二大百貨店が雌雄を成す状況にあり、本作でもそのパロディと思われる「DAINARU」と「SAGO」という看板が見られるが、2000年にそごうが閉店して跡地は大丸北館となっている。
- 難波

通称「ミナミ」。御堂筋線、堺筋線の駅があり、2駅は地下街「なんなんタウン」で連絡している。地上は戎橋筋で、人物像（道頓堀グリコサイン）らしき看板もチラとだが見られる。また、先述したロッテリアもしっかりと置かれてあり、一部工事中になっている景色を除けば、ほぼ本作発売当時の戎橋筋商店街（千日前通北～戎橋ビル付近）を忠実に再現しているといえる。ここからは飛び膝蹴りを特技とする暴走族がうろつくようになる。
現実の戎橋筋は心斎橋筋をそのまま南下した先にあり、心斎橋の地下駐車場と戎橋ビルを結ぶ下水道は心斎橋筋直下の隠し通路と捉えれば位置関係が一致する。また、実際の堺筋線には難波駅がないが、ゲームの堺筋線難波駅を日本橋駅、御堂筋線と堺筋線の両駅を結ぶ地下街「なんなんタウン」をなんばウォークに置き換えると、戎橋筋、御堂筋線難波駅、堺筋線恵美須町駅の位置関係が現実と一致する。ただ、現実ではなんばウォークの直下には地下鉄千日前線と近鉄難波線が走っているが、ゲーム中においてはこの2線の存在には全く触れられていないため、御堂筋線と堺筋線の連絡は改札外を歩き回って行くしかない。
- 恵美須町

大阪のシンボル、通天閣が駅の南東にそびえ立ち、商店街「通天閣本通」で連絡している（ゲームと現実とで位置関係は一致）。下町風情溢れる新世界の一角を成すだけあっておっさん、おばはんがたくさんうろついている。一方で暴走族もよくうろついている。
なお、現実の恵美須町駅は出入口が大きく分けて2箇所あり、片方は通天閣側、その反対側はでんでんタウンにつながっているが、ゲーム中でんでんタウンはストーリーに全く関わらないためか、マップには出てこない。
- 甲子園

いわずとしれた野球の聖地、甲子園球場の最寄り駅とその周辺地域である。初めて訪れる際は、大阪電鉄梅田駅ホームで電車到着のタイミングで喧嘩を売られないようにタイミングを推し量る必要があるため、かなり苦労する（地下線路に高電圧電流の仕掛けがあり、徒歩では行けない）。うろついているのは阪神ファンのみで、梅田や難波で見かけるものと外見は全く同じだが、中には喧嘩を売って来た時に下手なボスよりステータスの高い（経験値も比較的高い）者が紛れており、初訪問の際はイベント終了後は長居せず早く去るのがいい。
- 大阪港

本作のラストステージ。現実には地下鉄でも行けるのだが、梅田や難波からでは最低でも1回は乗換が必要であり、マップが複雑化する都合からか、ゲームではバイクでしか行けない場所とされている。ひたすら湾岸部と倉庫のマップの繰り返しであり、最深部の倉庫に大阪港を治める連合四天王ほんだが待ち構えている。うろついている雑魚キャラクターもほとんどが飛び膝蹴りを多用する暴走族であり、大概5人前後の規模で襲いかかってくるため一度倒されると下手をすれば集団踏みつけで詰まされる事も。まさに最終、最強、最難のエリアと呼ぶに相応しい場所となっている。

## 登場キャラクター
くにお
熱血高校2年生。本編の主人公。ホテルおおさかの2Fの奥から2番目の部屋が借りている部屋。プレイヤーがこの部屋のベッドで寝ると、体力・気力を全回復できる。
りき（鮫島 力）
花園高校2年生。二人プレイをした際、2プレイヤーが動かすことになる。よって二人プレイの時しか現れないキャラクターだが、一人プレイの時にくにおが喋るセリフの一部を二人プレイではりきが喋ったり、りきオリジナルのセリフが存在する。くにおが戦線離脱してりきのみとなると、りきが一人プレイ時のくにおの台詞を喋る。

### 熱血高校
こうじ
くにおの同級生で、話しかけるとセーブをすることができる。ホテルおおさかの2Fの1番奥の部屋が借りている部屋。公衆電話からでもセーブができるが、ロードする場合は直接か電話にかかわらず、こうじの部屋から始まる。作中一度だけ発生する喧嘩（くにおの助太刀）ではジャンプキックを繰り出す。
ひろし
くにおの同級生で、大親友。体が弱く学校でもよく苛めに遭っていたがその都度くにおに助けられた。正義感が非常に強く、喧嘩に巻き込まれる恐れがあると知りながら大阪連合に反旗を掲げる大阪同盟に味方する。しかしくにおと同行中に大阪連合・梅田部隊の待ち伏せにかかり、くにおが羽交い締めで身動きをとれなくなってしまったところで、勇気を振り絞って梅田部隊に立ち向かうが敗北。大怪我を負って病院送りとなり、エンディングまで再登場しなくなる。
げんえい
くにおの同級生。女性の前でカッコつけようとする一面があり、気障だがお茶目。『熱血高校ドッジボール部 サッカー編』からの登場。
まさ
くにおの同級生。本作中ではあまり活躍の場が少なく地味だが、作中一度だけ発生する喧嘩（くにおの助太刀）の時はジャンプキックを使用し、けっこう強い。『熱血高校ドッジボール部 サッカー編』からの登場。
よしひろ
大阪から来た熱血高校への転校生。作中では喧嘩するシーンこそ無いが喧嘩はめっぽう強いらしい。しかし実は…
よこやま
くにおの同級生。外見はこうじと同一。甲子園に行くために必要なトレインカードを貸してくれる。
たかあき
くにおの同級生。連合によるホテル襲撃の際に倒される。

### 大阪同盟
みほ
本作のヒロインで桜宮高校2年生で大阪同盟の一員。苗字はやなぎさわ。ひろしの文通相手であり、彼女を通してくにおは大阪の事情を知ることになる。
おうみ
野田工業高校2年生で大阪同盟のリーダー格。かつては大阪連合にあこがれていたが、連合が暴力集団に変貌したのを機に大阪同盟を結成した。
さおり
千里女子高校2年生で大阪同盟の一員。もともとは一匹狼だったが、学校が大阪連合に襲撃されたのをきっかけに大阪同盟に参加した。ダウンタウンシリーズに登場するさおり（豪田砂織）とは別人。
いざわ
えびす高校1年生で大阪同盟の一員。おうみの中学時代の後輩。「…ですぅ」が口癖。
うらべ
えびす高校1年生。いざわの同級生。大阪同盟の一員であったが、強い方に就く方をよしとする傾向からか連合に寝返ってしまい、物語途中でみほをさらう。連合内では難波部隊のNo.2に位置している。ステータスはそれなりに高いが、攻撃方法はザコ敵の男子高校生（小男）と同じなので、さほど手強くは無い。
まもる
地下下水道に捕えられたおうみ、さおり、いざわを助け出すために単身乗り込んでいる。

### 大阪連合
なかざき
大阪連合の梅田部隊のリーダー。20人以上の手下を従えている。
ほくと
大阪連合女性幹部。梅田を治める大阪連合四天王の一人で「多聞天のほくと」と呼ばれる。ラスボスを除けば、単独でプレイヤーに喧嘩を売る唯一のボスキャラクター。他の四天王と比べると実力は大分落ちるが、動きが速いのが特徴。
やすゆき
大阪連合の幹部メンバー。甲子園のタイガース史料館でまさきと会話するくにおの様子を一部始終盗み聞きしており、出てきたくにおに襲いかかる。
わだ
難波を治める大阪連合四天王の一人で、「増長天のわだ」と呼ばれる。くにおのパンチを真正面から一度は受け止めたほどの実力者であり、くにおに対し取引を持ちかけて来る。強力な必殺技を持つ。
まさき
恵美須町を治める大阪連合四天王の一人で、「持国天のまさき」と呼ばれる。みほの兄。喧嘩の実力は相当なものだが、本来は正義感が強く暴力が嫌いで、穏健派。わけあって暴力集団の連合に所属していたが、今の連合のやり方を苦々しく思っていた。くにおとの出会いで心を揺り動かされ、連合に対し反旗を翻す。
ゆきむら、きざき、みやした
まさきの部下。親分思い。
ほんだ
大阪港を治める大阪連合四天王の一人で、「広目天のほんだ」と呼ばれる。他のヤンキーとは比べものにならないほどの巨体で、様々なプロレス技を駆使する。
おぐら
当初は大阪を守るために、まさきとともに連合に所属したと思われるが、既に2代目総長の理念に染まり、正義感を失ってしまっている。喧嘩の実力的にもまさきと並べるほどの実力者である模様。通天閣の屋上でまさきと対峙し敗れる。
大阪連合2代目総長
失踪した初代に代わって大阪連合を纏める現在の総長で、大阪連合が暴力集団となった元凶。中盤くらいから2代目総長の話は出るが、その名前と姿が判明するのは最終盤である。連合の中でも速力を生かした戦法を持つ最強の実力者というだけでなく、拳銃を隠し持っており、直接対決時にも使用してくる。

### その他
くめだ
大阪府警の警察官。ほくと以下梅田部隊が、くにおとひろしを襲撃している場面に駆けつける。
とうやま
大阪府警の警察官。心斎橋の駐車場で見張りをしている。戦わなくてもストーリーは進むが、ある条件を満たせば戦う事が出来る。しかし、体力と攻撃力がかなり高く、勝つのは至難の業。ただし倒すのが不可能というわけではない。
きたむら
大阪府警の警察官。心斎橋地下街の入口で見張りにあたる。
ふるや
大阪府警の警察官。心斎橋地下街の入口で見張りにあたる。

### ザコ敵
男子高校生（小男）
攻撃方法はパンチとキック。序盤から登場するが、梅田、心斎橋以外ではあまり登場しない。助太刀に入るひろし、うらべ、いざわ、げんえいの攻撃方法はこれに準ずる。
女子高生
攻撃方法はビンタのみ。登場ステージは男子高校生とほぼ同じで、助太刀に入るみほの攻撃方法はこれに準ずる。
男子高校生
主人公とほぼ同じ型。心斎橋以降より初登場するものはジャンプキックを使用する。助太刀に入るおうみ、こうじ、まさの攻撃方法はこれに準ずる。恵美須町以降に登場するものは、まれにジャーマンスープレックスを繰り出すこともある。
ヤンキー兄ちゃん
梅田駅地下線路以降に登場する。攻撃方法はパンチのほか、判定の強いジャンプキックを繰り出してくる。
ヤンキー姉ちゃん
攻撃方法はビンタとローキック。恵美須町以降に登場するものは二連ローキックを繰り出してくる。助太刀に入るさおりの攻撃方法はこれに準ずる。
サラリーマン
梅田ウメチカ以降に登場する。攻撃方法はパンチとキック。
OL
梅田ウメチカ以降に登場する。攻撃方法はビンタと抱きつき。
おっさん
攻撃方法は空手チョップとキックと抱きつき。
おばはん
攻撃方法は突っ張りと抱きつき。また相手の攻撃をよくガードするため倒しにくい。
阪神ファン（男）
梅田、難波、甲子園に登場する。攻撃方法はパンチとキック。しかし、甲子園に登場する者の中にはかなり強い者もいる。
なお、阪神ファンの名前は1991年当時の阪神タイガースの現役選手や監督経験者や現役コーチの氏名から由来している。
阪神ファン（女）
男の阪神ファン同様、梅田、難波、甲子園に登場する。攻撃方法は連続引っ掻きでやや攻撃的。
なお、阪神ファンの名前は1991年当時の阪神タイガースの現役選手や監督経験者の氏名から由来している。
暴走族
心斎橋～難波の下水道で初めて登場する。攻撃方法はパンチとキックの他に飛び膝蹴りを繰り出してくる。飛び膝蹴りはほとんどの攻撃に打ち勝つほど強く、喰らった者は100%数キャラ分吹っ飛ぶ。また、大阪港に登場するものはまれにジャーマンスープレックスを仕掛けてくるものもいる。
これらのザコ敵は上記に挙げた攻撃以外にもこちら（くにお、りきなど）が倒れると追い討ちとして踏みつけを行ってくることもあるので、慎重に戦わなければならない。

## 他機種版
| No. | タイトル                                                  | 発売日            | 対応機種                            | 開発元           | 発売元                 | メディア                                       | 型式 | 備考                             |
| --- | --------------------------------------------------------- | ----------------- | ----------------------------------- | ---------------- | ---------------------- | ---------------------------------------------- | ---- | -------------------------------- |
| 1   | 初代熱血硬派くにおくん                                    | 2010年12月14日    | Windows                             | テクノスジャパン | D4エンタープライズ     | ダウンロード (プロジェクトEGG)                 | -    |                                  |
| 2   | テクノス ザ・ワールド くにおくん & アーケードコレクション | INT 2025年4月24日 | PlayStation 5 Nintendo Switch Steam | -                | アークシステムワークス | ダウンロード Switch専用ゲームカード UHD BD-ROM | -    | 海外ではオリジナルの翻訳版を配信 |

## スタッフ
- ゲームデザイナー：澤田典宏、津田昇、岸本良久
- 背景デザイン：片桐まさみち、ひらばやしくにひろ、泉山武久
- キャラクター・デザイン：石黒誠一郎、根立克行、せきかわじゅんいちろう、澤田典宏
- プログラマー：もりしんいち、なんばやすいちろう、すや アダルト なおき、熊谷慎太郎、松本康宏
- サウンド：井上晃、浦部拓、平沢道也
- 宣伝：谷本敦
- パッケージイラスト：安藤努
- アドバタイジング・デザイン：向井久美子、山根明子
- 協力：ロッテリア、阪神タイガース
- プロデューサー：瀧邦夫

## 評価
ゲーム誌『ファミコン通信』の「クロスレビュー」では、6・5・6・6の合計23点（満40点）、『ファミリーコンピュータMagazine』の読者投票による「ゲーム通信簿」での評価は以下の通りとなっており、22.74点（満30点）となっている。この得点はスーパーファミコン全ソフトの中で51位（323本中、1993年時点）となっている。
| 項目 | キャラクタ | 音楽 | 操作性 | 熱中度 | お買得度 | オリジナリティ | 総合  |
| 得点 | 3.95       | 3.64 | 3.74   | 4.14   | 3.63     | 3.64           | 22.74 |

## 備考
- 本作のラスボスは1作目『熱血硬派くにおくん』のラスボスと同じく拳銃で攻撃してくる。拳銃の威力はくにおの攻撃力と同じである。
- ゲーム全編を通してバグや没ネタと思われる要素が多い。バグに関してはハマリ要素も多いため、セーブを怠るとそれまでのプレイが無駄になることも多々ある。
- 「おおさか でんてつ こうしえん えき」および「こうしえん きゅうじょう どおり」のマップにおいて、阪神タイガースの球団歌『六甲おろし』のパロディと思われる楽曲が流れる。
- 2018年7月12日、Tommo Japanという会社より「スーパーファミコンで動作する公式レプリカパッケージ版」と称された復刻版が発売された[8][9]。ただし、セーブ機能が廃されている[10]。